# Augusto Roa Bastos
Augusto Roa Bastos, född 13 juni 1917 i Asunción, död där 26 april 2005, var en paraguayansk författare. Som tonåring deltog han i Chacokriget mellan Paraguay och Bolivia, och senare arbetade han som journalist, manusförfattare och professor. Han är mest känd för sin roman Jag, den högste (Yo el Supremo, 1976). Det är en diktatorsroman som utforskar ordergivningen och de inre tankarna hos diktatorn doktor José Gaspar Rodríguez de Francia, som styrde Paraguay från 1814 fram till sin död 1840.
Roa Bastos tvingades 1947 till exil i Argentina av den paraguayanska diktatorn Alfredo Stroessner, och 1976 flydde han från Buenos Aires till Frankrike under liknande politiska omständigheter. De flesta av Bastos verk skrevs i exil, men detta avskräckte honom inte från att behandla paraguayanska sociala och historiska ämnen i sina verk. Han skrev tidvis på en spanska som var kraftigt påverkad av guaraní (det paraguayanska inhemska språket). Roa Bastos använde sig även av paraguayanska myter och symboler i sina verk. Roa Bastos har skrivit romaner, som till exempel Hijo de hombre och El fiscal men även noveller, lyrik och filmmanus.

## Biografi

### Barndomsåren (1917–1932)
Roa Bastos föddes i Asunción 13 juni 1917. Han tillbringade sin barndom i Iturbe, en stad i regionen Guaira där hans far var anställd som administratör på en sockerrörsplantage. Det var här som Roa Bastos lärde sig både spanska och Guaraní, språket som Paraguays infödda talade. Vid tio års ålder sändes han till skolan i Asunción där han bodde med sin farbror, Hermenegildo Roa, biskopen i Asunción. 
Hans farbrors omfattande personliga bibliotek gav den unge Roa Bastos den första inblicken i den klassiska spanska litteraturen från barocken och renässansen som han kom att imitera i sin tidiga lyrik under 1930 och 1940-talet. Dessutom kom hans farbrors tonvikt på de mystiska aspekterna av den klassiska litteraturen att få en djupgående inverkan på Roa Bastos senare författarskap. Hans erfarenhet av Guaranís sociala sedvänjor och språk kombinerat med en traditionell spansk utbildning som han fått i Asunción, skapar en kulturell och språklig dubbelhet som tydligt kom att visa sig i mycket av Roa Bastos författarskap. Hans lantliga uppväxtmiljö visade även Roa Bastos den exploatering och förtryck av Paraguays inhemska befolkning och bönder, vilket kom att bli ett framträdande tema i hans författarskap.

### Krig och författarskap (1932–1947)
1932 började det territoriella chacokriget mellan Paraguay och Bolivia som fortsatte fram till 1935. Någon gång, kanske så sent som 1934, tog Roa Bastos värvning i den paraguayanska armén som medicinsk assistent. Kriget kom att ge en djupgående påverkan på den framtida författaren och som en konsekvens av detta blev Roa Bastos en pacifist.
Efter kriget arbetade han som banktjänsteman och senare som journalist. Under denna tid började han att skriva dramatik och lyrik. 1941 fick Roa Bastos ta emot priset Ateneo Paraguayo för Fulgencia Miranda, trots att boken aldrig gavs ut. Under det tidiga 1940-talet tillbringade han en stor tid på en mate plantage i norra Paraguay, en erfarenhet han senare beskrev i sin första utgivna roman, Hijo de hombre.
1944 belönades Bastos av British Council med ett nio månaders resestipendium. Under denna tid reste han runt i England, Frankrike och Afrika och såg den ödeläggelse som blivit följden av andra världskriget. Han tjänstgjorde som El País krigskorrespondent, bland annat gjorde han en intervju med Charles de Gaulle efter hans återkomst till Paris 1945. 
1942 gav han ut en lyriksamling med verk i klassisk spansk stil, som fick titeln El Ruiseñor De La Aurora, ett verk han senare inte ville kännas vid. Han skrev även dramatik som framgångsrikt uppfördes under 1940-talet, men dessa har aldrig publicerats. Av all lyrik han skrev under sena 1940-talet var det endast El naranjal ardiente som publicerades.

### Exil i Argentina (1947–1976)
Under det Paraguayanska inbördeskriget 1947, i vilket Alfredo Stroessner tog makten, tvingades Roa Bastos att gå i politisk exil i Buenos Aires, Argentina, eftersom han hade kritiserat Stroessner och presidenten Higinio Morínigo. Ungefär 500 000 paraguayanare flydde till Argentina vid denna tid. Roa Bastos stannade i Argentina fram till 1976, och han återvände inte till Paraguay för gott förrän 1989.  
1953 gavs novellsamlingen El trueno entre las hojas innehållande 17 noveller ut, men det var inte förrän 1960 med publiceringen av romanen Hijo de hombre (Människoson, 1967) som Roa Bastos vann framgång hos kritiker och allmänhet. Romanen behandlar Paraguays historia från José Gaspar Rodríguez de Francias styre under tidigt 1800-tal fram till 1930-talets Chacokrig. Dess skildringar ur olika perspektiv och historiska och politiska tema förebådar hans mest kända verk, Yo, el Supremo, 1974 (Jag den högste, 1980), vars handling kretsar kring diktatorn José Gaspar Rodríguez de Francia. Roa Bastos omarbetade Hijo de hombre till en film samma år som romanen gavs ut.
Roa Bastos fortsatte med att skriva filmmanus genom att skriva manus till filmen Shunko (1960), som regisserades av Lautaro Murúa och byggde på en landsortslärares memoarer. 1961 samarbetade han åter med Murúa genom att skriva manus till Alias Gardelito (1961), vilken skildrar en småtjuvs liv i förorten. 1974 gav Roa Bastos ut Yo, el Supremo, som tog honom sju år att skriva. Då Jorge Videlas militärdiktatur tog makten 1976, förbjöds boken i Argentina, och Roa Bastos gick återigen i exil, denna gång sökte han sig till Toulouse, Frankrike.

### Frankrike (1976–1989)
I Toulouse undervisade Roa Bastos i guaraní och spansk litteratur vid Toulouse universitet. Trots att han fått tillåtelse att besöka Paraguay för att där arbeta tillsammans med en ny generation paraguayanska författare, hindrades han från att komma in i landet 1982, då han påstods sympatisera med samhällsomstörtande verksamheter. Det finns dock få bevis på att han deltog i några politiska grupperingar av något slag. Under sin tid i Frankrike ägnade sig Roa Bastos åt att huvudsakligen skriva vetenskapliga skrifter. 1985 lämnade Roa Bastos sin tjänst vid Toulouse universitet. Efter att Alfredo Stroessner regim fallit 1989, återvände Roa Bastos till Paraguay efter en förfrågan av Praguays nya president Andrés Rodríguez.

### Åter till Paraguay och Miguel de Cervantes Pris (1989–2005)
1989 fick Roa Bastos ta emot Miguel de Cervantes pris, som delas ut av Spaniens kulturministerium, som ett erkännande av hans bidrag till den spanskspråkiga litteraturen och nu började han åter skriva romaner och filmmanus.
1991 omarbetade Roa Bastos Yo, el Supremo till film. Hans första roman efter Yo, el Supremo, Vigilia del admirante gavs ut 1992, om Christofer Columbus och El fiscal gavs ut under nästkommande år.  Roa Bastos avled av hjärtattack 26 april 2005 i Asunción.

### Romaner
- 1960 – Hijo de hombre
- 1974 – Yo, el Supremo
- 1992 – Vigilia del admirante
- 1993 – El fiscal
- 1994 – Contravida

### Noveller
- 1953 – El trueno entre las hojas
- 1966 – El baldío
- 1967 – Madera quemada
- 1967 – Los pies sobre el agua
- 1969 – Moriencia (Slaughter)
- 1971 – Cuerpo presente y otros cuentos
- 1974 – El pollito de fuego
- 1974 – Los Congresos
- 1976 – El somnámbulo
- 1979 – Lucha hasta el alba
- 1979 – Los Juegos
- 1984 – Contar un cuento, y otros relatos
- 1996 – Madama Sui
- 1996 – Metaforismos
- 1998 – La tierra sin mal

### Filmmanus
- 1960 – Hijo de hombre
- 1960 – Shunko
- 1961 – Alias gardelito
- 1966 – El señor presidente
- 1968 – Don segundo sombra
- 1991 – Yo el Supremo

### Lyrik
- 1942 – El ruiseñor de la aurora, y otros poemas
- 1960 – El naranjal ardiente

### Övrigt författarskap
- 1976 – Cándido Lopez
- 1979 – Imagen y perspectivas de la narrativa latinoamericana actual
- 1979 – Lucha hasta el alba
- 1981 – Rafael Barrett y la realidad paraguaya a comienzos del siglo
- 1986 – El tiranosaurio del Paraguay da sus ultimas boqueadas
- 1986 – Carta abierta a mi pueblo
- 1990 – El texto cautivo: el escritor y su obra
- 1993 – Mis reflexiones sobre el guión  y el guión de "Hijo de hombre"

### Antologier
- 1980 – Antología personal

### Utgivet på svenska
- 1967 – Människoson (översättning: Karin Alin)
- 1980 – Jag den högste (översättning: Lena Melin och Jeremías Penayo)

## Priser och utmärkelser
- 1989 – Miguel de Cervantes-priset
- 1989 – Tucholskypriset